# Serie A 2009-2010 (calcio femminile)
L'edizione 2009-2010 è stata la quarantatreesima edizione del campionato italiano di Serie A femminile di calcio.
La Torres ha vinto il campionato per la quarta volta nella sua storia. Paola Brumana ha vinto la classifica marcatrici con 24 reti segnate. L'Atalanta e la Fiammamonza sono state retrocesse in Serie A2.

## Stagione

### Novità
Al termine della stagione 2008-2009 la Riozzese e il Milan sono state retrocesse in Serie A2. Al loro posto sono state promosse il Brescia, vincitrice del girone A della Serie A2, e la Lazio, vincitrice del girone B della Serie A2.

### Formula
Le 12 squadre partecipanti si affrontano in un girone all'italiana con partite di andata e ritorno per un totale di 22 giornate.
La squadra campione d'Italia e la seconda classificata si qualificano alla UEFA Women's Champions League 2010-2011.
Le ultime due classificate retrocedono in Serie A2.

## Squadre partecipanti
| Club             | Stagione | Città                      | Stagione precedente    |
| ---------------- | -------- | -------------------------- | ---------------------- |
| Atalanta         | dettagli | Almenno San Salvatore (BG) | 10º posto in Serie A   |
| Bardolino Verona | dettagli | Bardolino (VR)             | Campione d'Italia      |
| Brescia          | dettagli | Brescia                    | 1º posto in Serie A2/A |
| Chiasiellis      | dettagli | Mortegliano (UD)           | 8º posto in Serie A    |
| Fiamma Monza     | dettagli | Monza                      | 6º posto in Serie A    |
| Lazio CF         | dettagli | Roma                       | 1º posto in Serie A2/B |
| Reggiana         | dettagli | Reggio Emilia              | 4º posto in Serie A    |
| Roma CF          | dettagli | Roma                       | 5º posto in Serie A    |
| Tavagnacco       | dettagli | Tavagnacco (UD)            | 3º posto in Serie A    |
| Torino           | dettagli | Torino                     | 7º posto in Serie A    |
| Torres           | dettagli | Sassari                    | 2º posto in Serie A    |
| Venezia 1984     | dettagli | Venezia                    | 9º posto in Serie A    |

## Allenatori e primatisti
| Squadra          | Allenatore                                                                      | Giocatrice più presente (tra parentesi il numero delle presenze)                                                | Capocannoniere (tra parentesi il numero dei gol segnati) |
| ---------------- | ------------------------------------------------------------------------------- | --- | -------------------------------------------------------- |
| Atalanta         | Michele Zonca                                                                   | Alessandra Caio, Manuela Mangili, Andrea Scarpellini (22)                                                       | Manuela Mangili (12)                                     |
| Bardolino Verona | Roberto Marchesini (1ª-10ª) Renato Longega (11ª-22ª)                            | Valentina Boni, Roberta D'Adda, Giorgia Motta, Venusia Paliotti, Alice Parisi (22)                              | Melania Gabbiadini (20)                                  |
| Brescia          | Ilaria Rivola (1ª-16ª) Alessandro Mondini (17ª-22ª)                             | Stefania Zanoletti (22)                                                                                         | Lisa Alborghetti (4)                                     |
| Chiasiellis      | Aniello Marano (1ª-13ª) Maurizio Talotti (14ª-22ª)                              | Rita Caravilla (22)                                                                                             | Cristina Miani, Michela Zanetti (4)                      |
| Fiammamonza      | Aristide Poma (1ª-3ª) Liliana Luisa Paggi (4ª-22ª)                              | Paola Balconi (22)                                                                                              | Agnese Ricco (8)                                         |
| Lazio            | Roberto Piras                                                                   | Maria Caramia, Mimma Fazio, Alice Ferrazza, Valentina Lanzieri (22)                                             | Maria Caramia (6)                                        |
| Reggiana         | Milena Bertolini                                                                | Daniela Sabatino (22)                                                                                           | Ángeles Parejo (20)                                      |
| Roma             | Giampiero Serafini                                                              | Alessandra Barreca, Sabrina Marchese (22)                                                                       | Alessandra Barreca, Maria Ilaria Pasqui (12)             |
| Tavagnacco       | Edoardo Bearzi                                                                  | Paola Brumana, Michela Rodella (22)                                                                             | Paola Brumana (24)                                       |
| Torino           | Rosario Amendola                                                                | Daniela Tavalazzi (22)                                                                                          | Simona Sodini (12)                                       |
| Torres           | Salvatore Arca                                                                  | Giulia Domenichetti, Silvia Fuselli, Raffaella Manieri, Patrizia Panico, Daniela Stracchi, Elisabetta Tona (22) | Patrizia Panico (17)                                     |
| Venezia 1984     | Marino Ranzolin (1ª-17ª) Giuseppe Mecenero (18ª-19ª) Adriano Condotta (20ª-22ª) | Elena Ranzolin, Daniela Turra (22)                                                                              | Sara Capovilla, Marta Mason (6)                          |

## Classifica finale
|  | Pos. | Squadra          | Pt | G  | V  | N | P  | GF | GS | DR  |
|  | ---- | ---------------- | -- | -- | -- | - | -- | -- | -- | --- |
|  | 1.   | Torres           | 60 | 22 | 19 | 3 | 0  | 69 | 9  | +60 |
|  | 2.   | Bardolino Verona | 53 | 22 | 17 | 2 | 3  | 90 | 16 | +74 |
|  | 3.   | Tavagnacco       | 51 | 22 | 16 | 3 | 3  | 53 | 16 | +37 |
|  | 4.   | Reggiana         | 42 | 22 | 13 | 3 | 6  | 57 | 33 | +24 |
|  | 5.   | Torino           | 32 | 22 | 10 | 2 | 10 | 32 | 46 | -14 |
|  | 6.   | Roma CF          | 29 | 22 | 8  | 5 | 9  | 39 | 40 | -1  |
|  | 7.   | Lazio CF         | 26 | 22 | 8  | 2 | 12 | 24 | 52 | -28 |
|  | 8.   | Chiasiellis      | 22 | 22 | 6  | 4 | 12 | 24 | 48 | -24 |
|  | 9.   | Brescia          | 19 | 22 | 6  | 1 | 15 | 24 | 51 | -27 |
|  | 10.  | Venezia 1984     | 18 | 22 | 4  | 6 | 12 | 24 | 51 | -27 |
|  | 11.  | Atalanta (-1)    | 12 | 22 | 2  | 7 | 13 | 19 | 58 | -39 |
|  | 12.  | Fiammamonza      | 11 | 22 | 3  | 2 | 17 | 26 | 62 | -36 |

Legenda:
      Campione d'Italia e ammessa alla UEFA Women's Champions League 2010-2011.
      Ammessa alla UEFA Women's Champions League 2010-2011.
      Retrocesse in Serie A2 2010-2011.
Note:
Tre punti a vittoria, uno a pareggio, zero a sconfitta.
L'Atalanta ha scontato 1 punto di penalizzazione.

## Statistiche

### Classifica marcatrici
Aggiornata all'ultima giornata.
| Gol | Rigori |  | Giocatore           | Squadra          |
| --- | ------ |  | ------------------- | ---------------- |
| 24  | 4      |  | Paola Brumana       | Tavagnacco       |
| 20  |        |  | Melania Gabbiadini  | Bardolino Verona |
| 20  |        |  | Ángeles Parejo      | Reggiana         |
| 18  | 1      |  | Daniela Sabatino    | Reggiana         |
| 17  |        |  | Patrizia Panico     | Torres           |
| 13  | 4      |  | Valentina Boni      | Bardolino Verona |
| 13  |        |  | Silvia Fuselli      | Torres           |
| 12  |        |  | Manuela Mangili     | Atalanta         |
| 12  |        |  | Maria Ilaria Pasqui | Roma CF          |
| 12  | 1      |  | Simona Sodini       | Torino           |
| 12  |        |  | Elisabetta Tona     | Torres           |